# Caimitillo
Caimitillo' est l'une des 26 subdivisions du district de Panamá. Elle est située au nord de la zone métropolitaine de Panama. Il a été créé par la loi 29 du 10 mai 2012, et a été séparé du corregimiento de Chilibre. Son chef est Caimitillo Centro. Ce corregimiento a commencé à gouverner à partir du 2 janvier 2019 (article 9 de la loi 29 du 10 mars 2012, qui crée le corregimiento Caimitillo, séparé du corregimiento Chilibre, district de Panamá, province de Panamá).